# St. Georg und Juliana (Küllstedt)

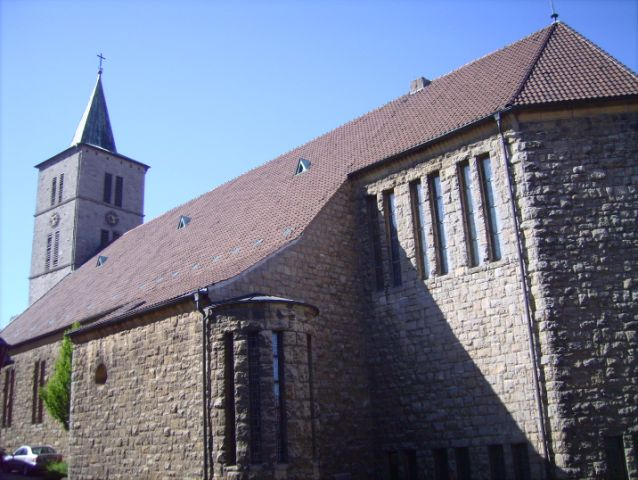
St. Georg und Juliana in Küllstedt

Die römisch-katholische Pfarrkirche St. Georg und Juliana steht in Küllstedt im thüringischen Landkreis Eichsfeld. Sie ist die Pfarrkirche der Pfarrei St. Georg und Juliana Küllstedt im Dekanat Dingelstädt des Bistums Erfurt. Sie trägt das Patrozinium des heiligen Georg und die heilige Juliana von Nikomedia.

## Geschichte
Die Kirche wurde 1930/31 erbaut nach einem Entwurf von Fleckner und Saar (Erfurt) unter Einbeziehung des alten Westturmes von 1785. Mit 900 Sitzplätzen ist die Pfarrkirche die größte Dorfkirche des Eichsfeldes.

## Architektur

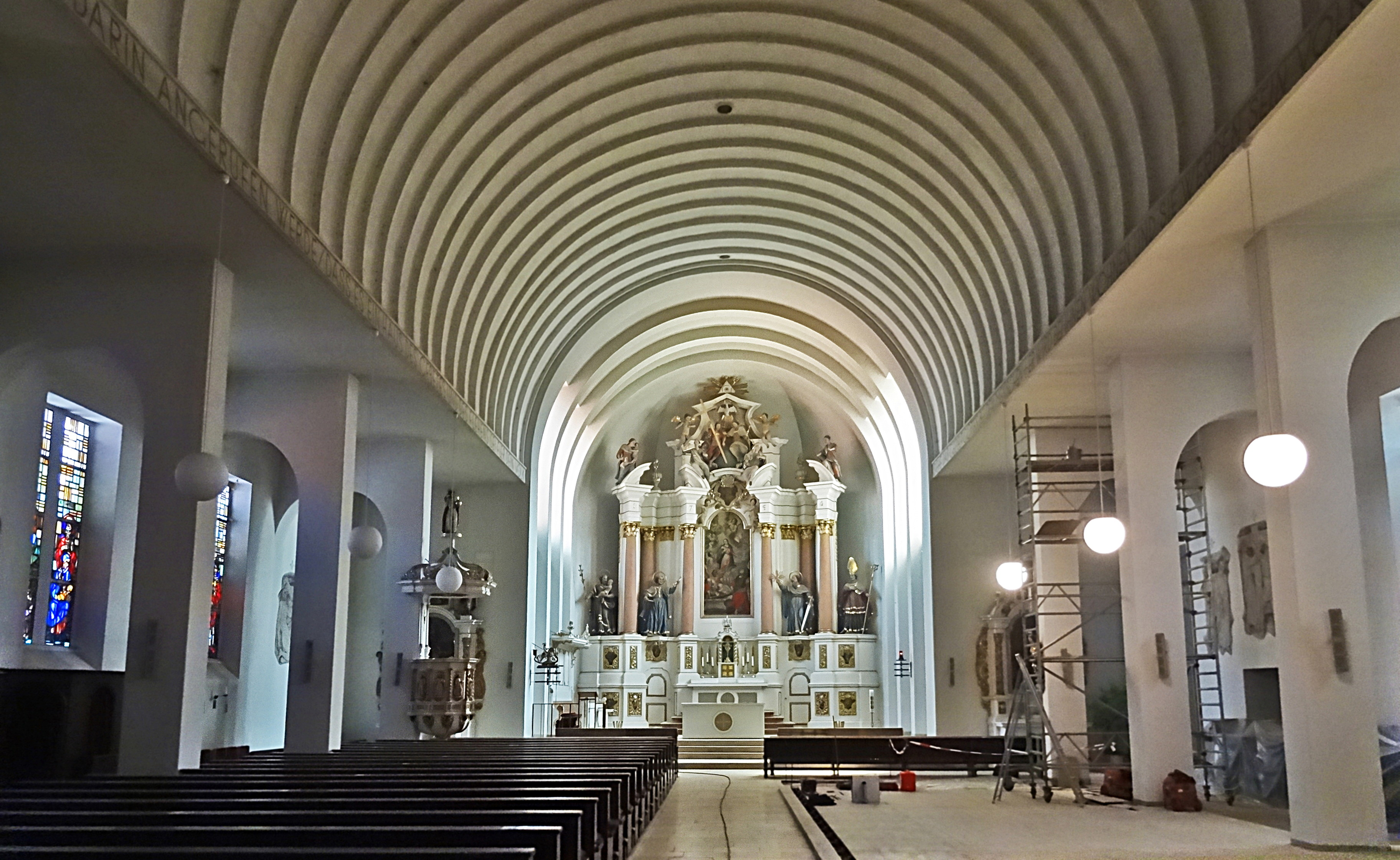
Pseudobasilika mit tonnengewölbtem Mittelschiff

Der Außenbau lässt sich mit seinen traditionellen Formen und dem bewusst archaisch gestalteten Quadermauerwerk der Heimatschutzarchitektur zurechnen. Im dreischiffigen Innenraum wird mit Längstonne des Mittelschiffs und der Gliederung der Seitenschiffe mittels Gurtbögen in Joche ebenfalls auf Elemente traditioneller Kirchenarchitektur zurückgegriffen, sie aber durch den Verzicht auf Arkaden neu interpretiert. Die dichte Folge paralleler Querrippen im Tonnengewölbe gibt dem Raum eine expressionistische Note. Durch den großen Höhenunterschied zwischen dem Mittelschiff und den flachgedeckten Seitenschiffen sowie die Abwesenheit von Obergaden ist diese Kirche eine Pseudobasilika.

## Ausstattung

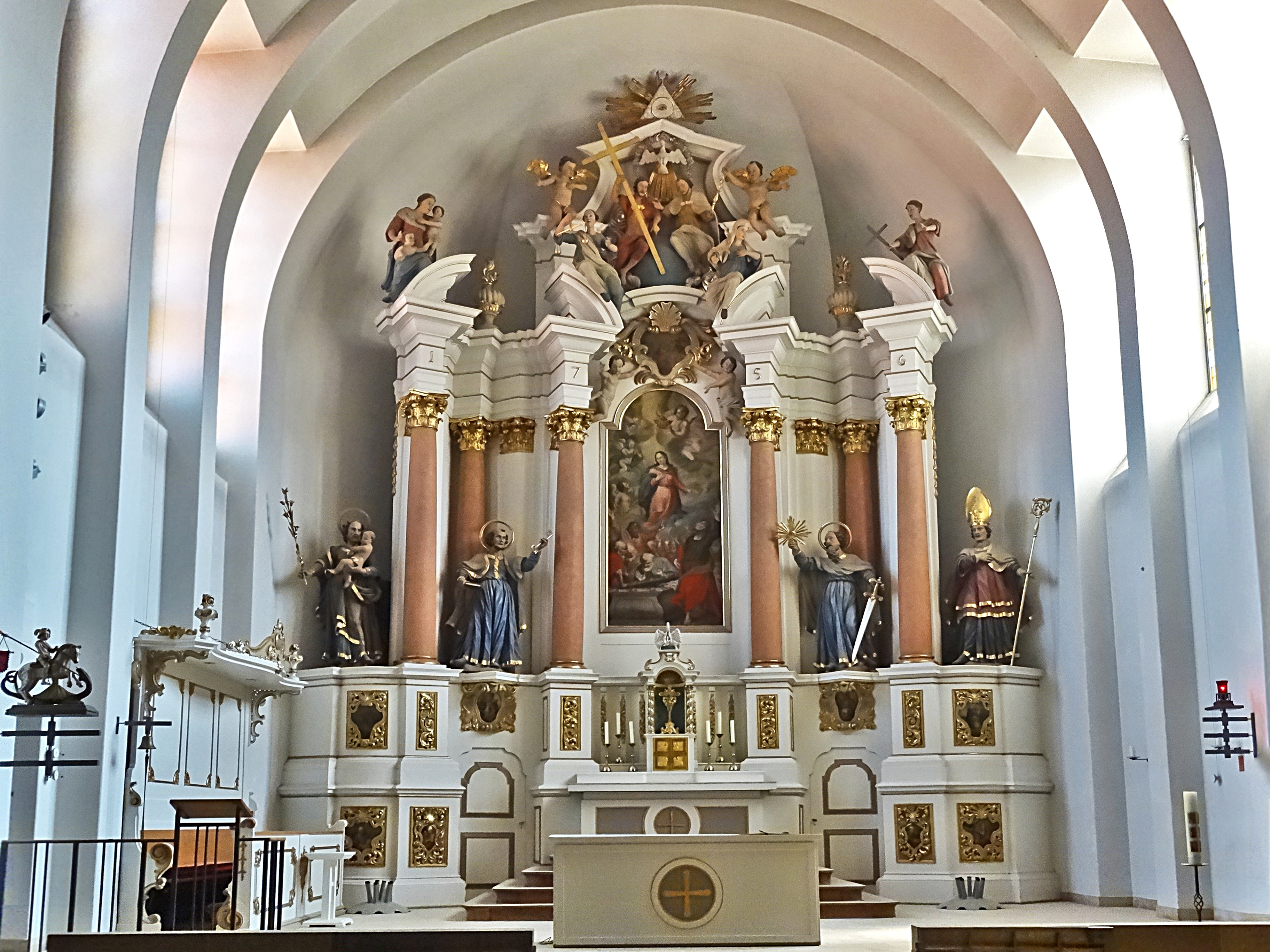
Hochaltar

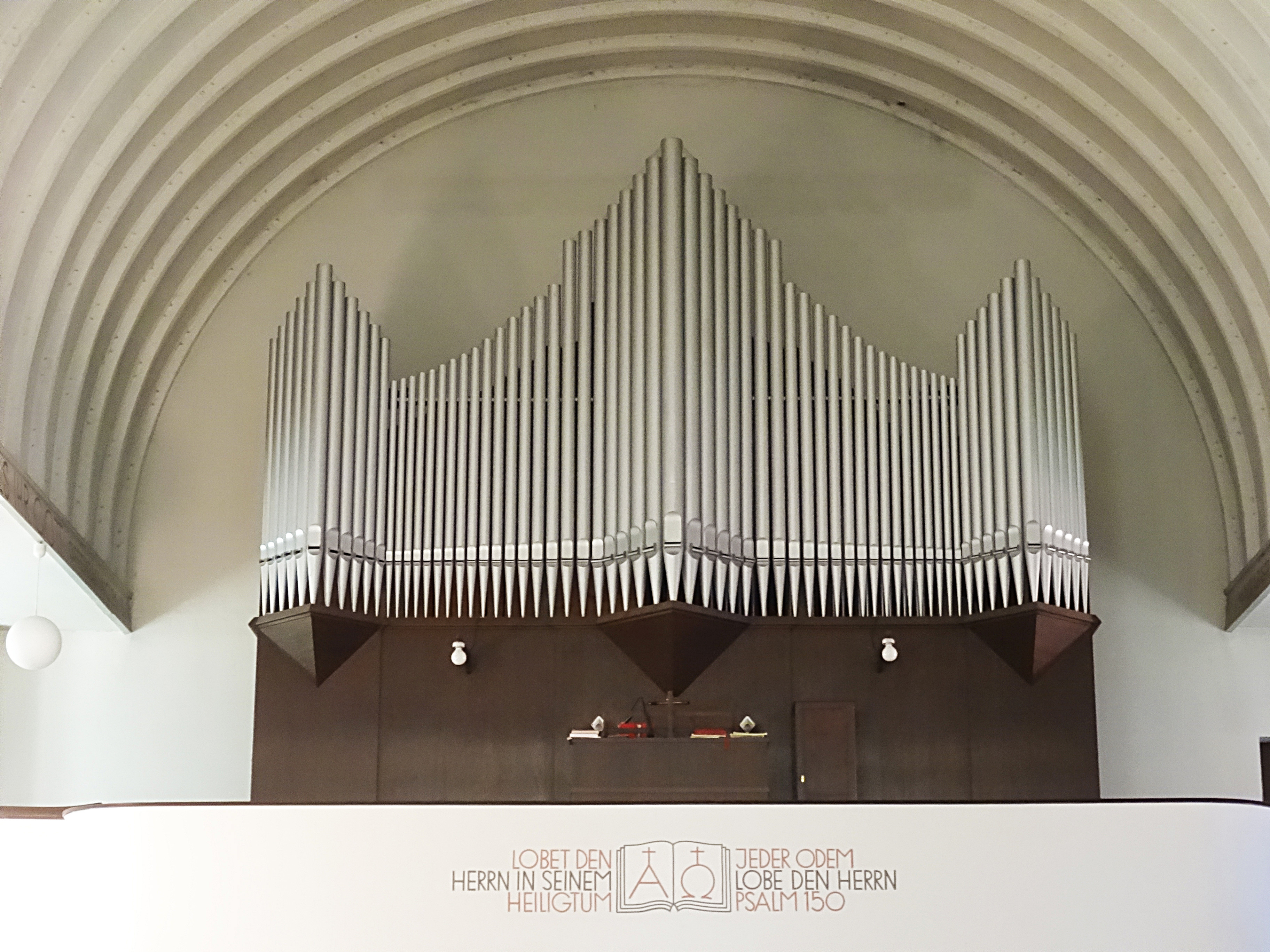
Orgel

Blickfänge sind mehrere Barockaltäre, besonders der monumentale Marienaltar von 1756 und die Nebenaltäre mit den Darstellungen der Namenspatrone. Im Turmraum befindet sich ein Taufstein aus dem 15. Jahrhundert sowie ein Epitaph von 1712. Unter den neueren Ausstattungsgegenständen sind zu nennen: die Kreuzwegfresken von Willi Geißler, die Glasfenster mit Heiligendarstellungen und die Orgel mit 30 Registern sowie zwei Transmissionen auf zwei Manualen und Pedal der Firma Bernhard Speith (Rietberg in Westfalen) von 1932.
1966 wurde durch eine Windhose der Kirchturm – „Küllstedts Kron und Zier“ – schwer beschädigt, sein Holzteil abgedreht und in die angrenzende Gasse geworfen. Beim raschen Wiederaufbau des Turmes wurde kein Ringanker installiert, wodurch im Laufe der Jahrzehnte Schäden am Mauerwerk auftraten. Die umfassende Sanierung erfolgte 2013 mit einem finanziellen Aufwand von 500.000 Euro. Der Turm wurde bis auf die alte Mauer abgebaut, ein Ringanker eingezogen, fünf Meter aufgemauert und ein neuer Turmhelm aufgesetzt. Dieser wurde dem alten Turmhelm (bis 1966) nachgestaltet. Der Turm ist jetzt spitzer und zwei Meter höher geworden.

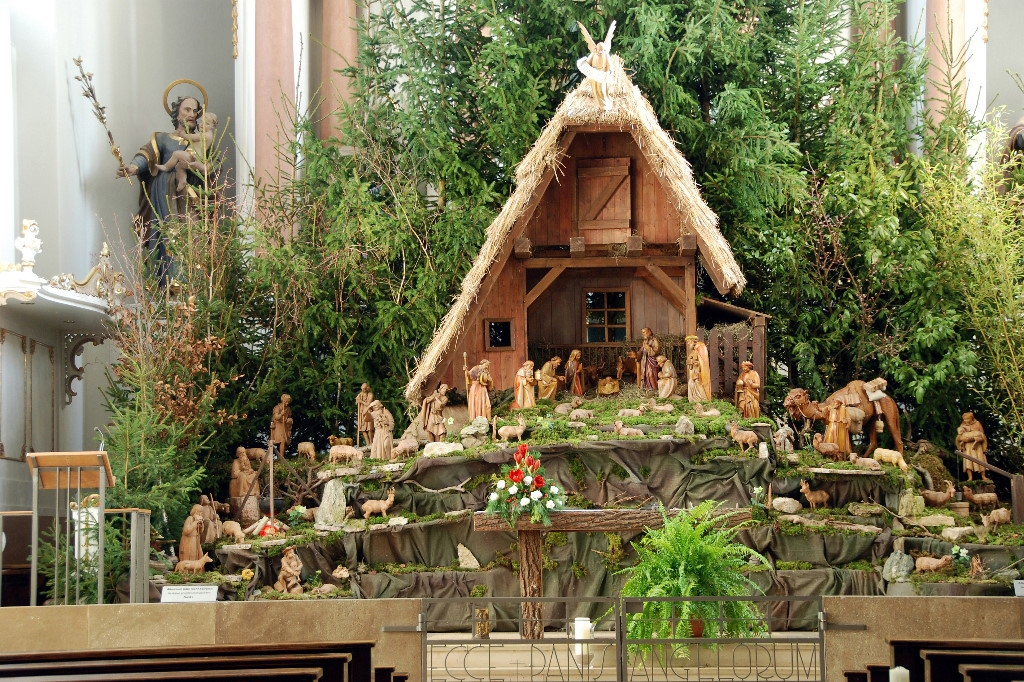
Weihnachtskrippe in der Kirche

Bekannt ist auch ihre Krippe, die 1939 von den Holzschnitzern in Oberammergau bezogen wurde und mit ihren 54 Holzfiguren als eine der größten und schönsten Krippendarstellungen des Eichsfeldes gilt. Sie wird in der Adventszeit aufgebaut, und in dieser Zeit findet auch die alljährliche Hauskrippenausstellung statt.